# Nová Británie
Nová Británie, dříve Neu Pommern (Nové Pomořansko), je největší ostrov v Bismarckově souostroví, které patří Papui Nové Guineji. Na západ od Nové Británie za Dampierovou úžinou leží Nová Guinea, na východě Novou Británii odděluje Kanál svatého Jiří od ostrova Nové Irsko. Směrem na jih se rozprostírá Šalomounovo moře a na sever moře Bismarckovo.

## Geografie
Nová Británie je sopečný ostrov s četnými aktivními vulkány, jejichž činnost bývá doprovázená spadem sopečného popela a zemětřesením. Ostrov má tvar půlměsíce, jeho nejsevernějším výběžkem je poloostrov Gazelle, pojmenovaný podle fregaty pruského námořního důstojníka, badatele a hydrologa Georga von Schleinitze (1834 –1910). Na poloostrově Gazelle se nachází vulkanické pole Rabaul s činnými sopkami, obklopujícímu velkou kalderu.
Ostrov má rozlohu 36 520 km², je 520 km dlouhý a jeho šířka se pohybuje od 29  do146 kilometrů. Žije zde zhruba půl milionu obyvatel.
Nová Británie je administrativně rozdělena na dvě provincie:
- Východní Nová Británie s hlavním městem Kokopo (před erupcí Tavurvuru v roce1994 byl správním centrem Rabaul)
- Západní Nová Británie s hlavním městem Kimbe

Největšími městy na ostrově jsou Rabaul, Kokopo a Kimbe. Nejvyšším vrcholem ostrova je sopka Ulawun (2334 m n. m.), která se nachází blíže k centrální části ostrova poblíž města Ulamona v provincii Západní Nová Británie.

## Historie

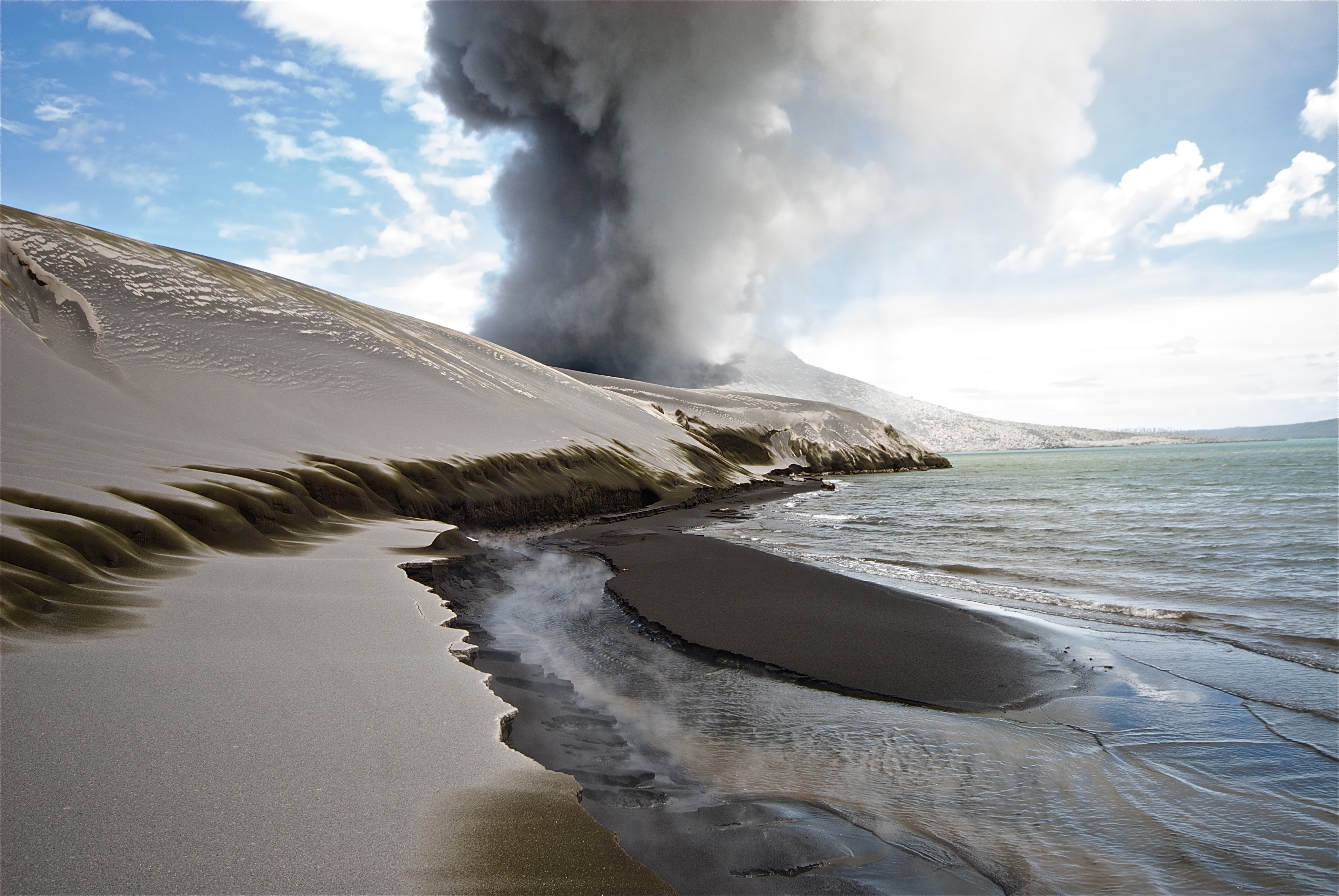
Pobřežní duny ze sopečného popela a sopka Tavurvur na východním výběžku poloostrova Gazelle

Prvním Evropanem, který navštívil Novou Británii, byl Angličan William Dampier 27. února 1700. Pojmenoval ostrov latinským názvem Nova Britannia.
V listopadu 1884 vyhlásilo Německo protektorát nad souostrovím Nové Británie. Německá koloniální správa přejmenovala ostrovy Nová Británie a Nové Irsko na Nové Pomořansko (Neu-Pommern) a Nové Meklenbursko (Neu-Mecklenburg) a celé souostroví na Bismarckovo souostroví.
V roce 1909 byla domorodá populace odhadována na 190 000 a počet cizinců činil 773 (z toho 474 bělochů).
11. září 1914 se Nová Británie stala místem jedné z prvních bitev první světové války, kdy se na ostrově vylodily australské vojenské jednotky a následně jej dobyly.